# Tielt
Tielt ist eine Stadt in der belgischen Provinz Westflandern. Die Stadt hat 20.627 Einwohner (Stand 1. Januar 2024). 1976 wurden die Dörfer Aarsele, Kanegem und Schuiferskapelle eingemeindet.

## Geschichte
1245 erhielt Tielt die Stadtrechte durch Margarethe von Konstantinopel. Nach dem Bau einer Tuchhalle (1275) erlebte die Stadt ihre erste Blütezeit. 1393 führte Philipp II. in Tielt einen jährlichen Markt ein, was vor allem der Tuchmacherzunft großen Auftrieb gab. 1645 brannten große Teile der Stadt nieder. Auch im Ersten und mehr noch im Zweiten Weltkrieg wurden viele Gebäude zerstört und mussten neu aufgebaut werden. Im Ersten Weltkrieg war die Stadt vom 20. Oktober 1914 bis zum 2. Oktober 1918 Sitz des Hauptquartiers der 4. Armee der deutschen Streitkräfte.

## Sehenswürdigkeiten
- Im Stadtzentrum steht der 1275 gebaute Turm „Hallentoren“, der zusammen mit den Resten der Tuchhalle und der Schöffenkammer zum UNESCO-Welterbe gehört. Die heutige Turmarchitektur stammt aus der Renaissance um 1560. Seit 1773 ist dort ein Carillon mit 36 Glocken untergebracht.
- Die Sint-Pieterskerk hat eine monumentale Kanzel.
- Von Tielt aus führen mehrere Rad- und Wanderwege in die Umgebung mit einigen Windmühlen.

## Bilder

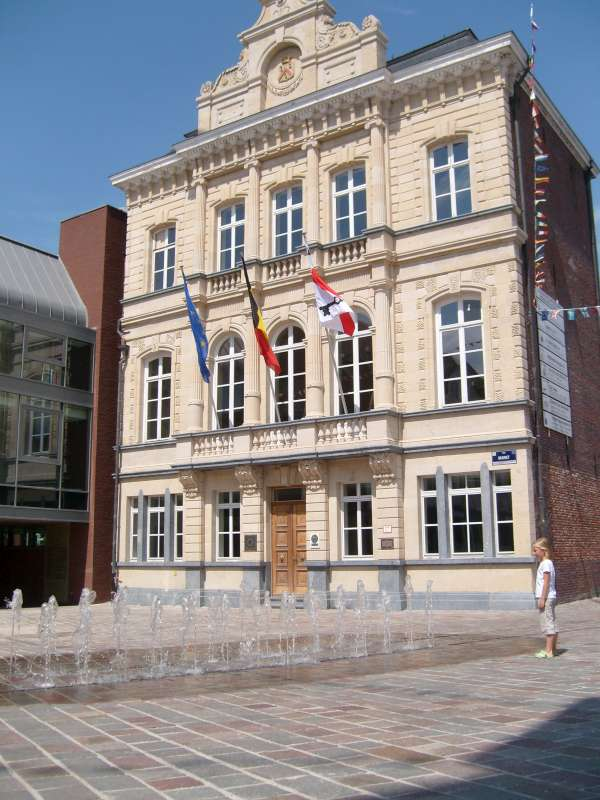
Tielt, Rathaus
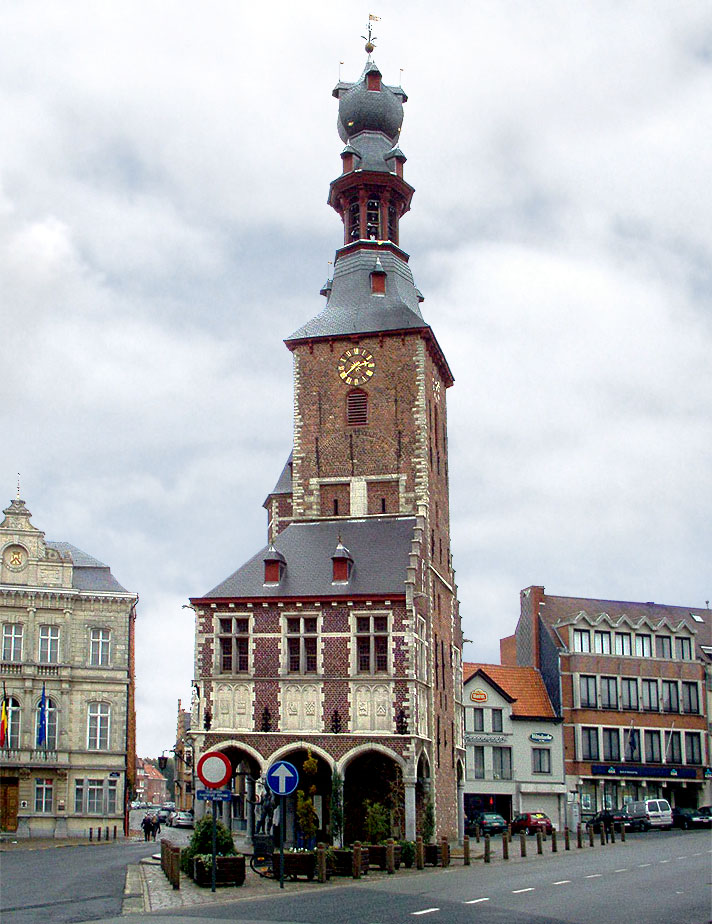
Tielt, Belfried Hallentoren
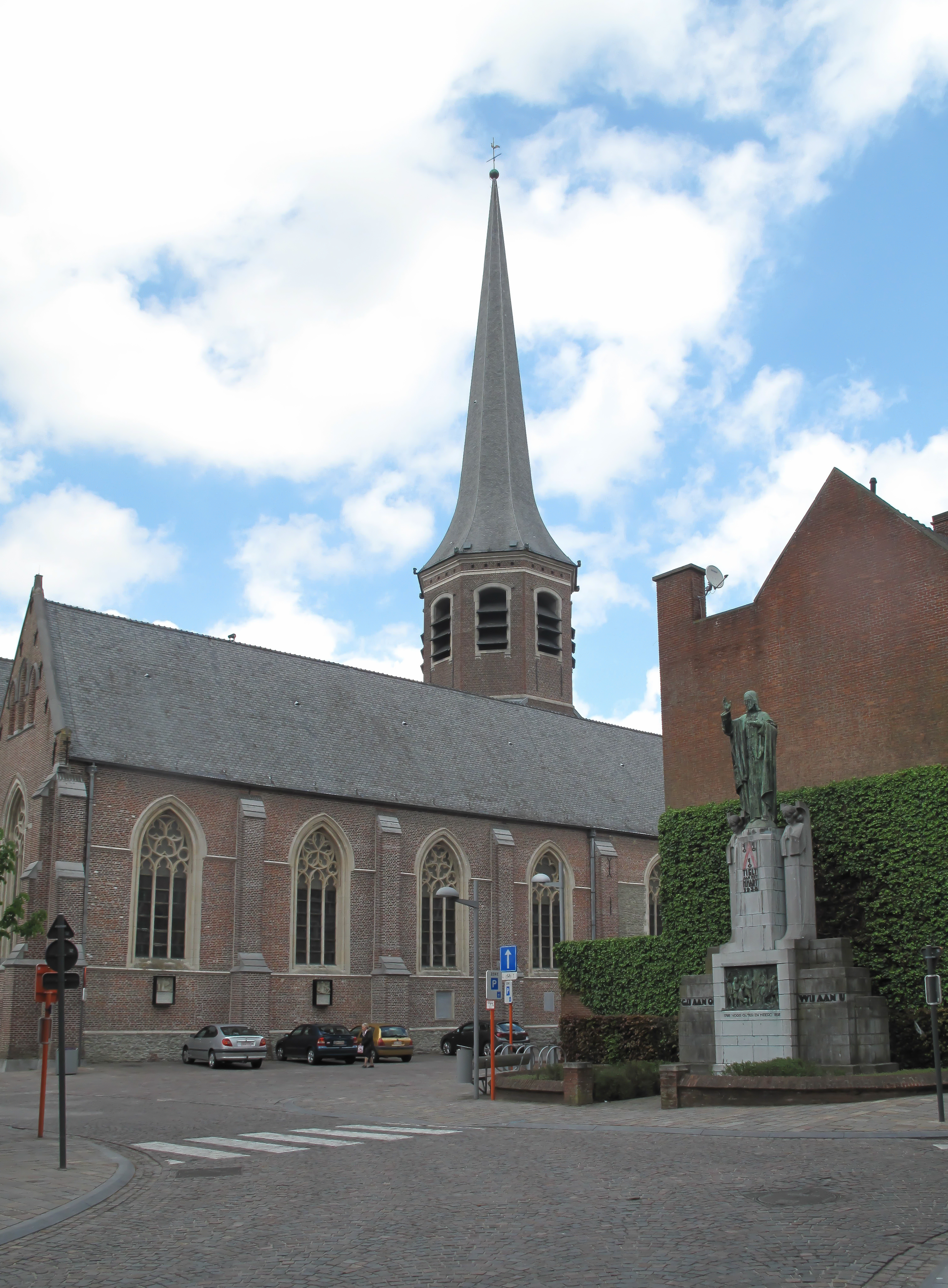
Tielt, Sint Pieterskerk
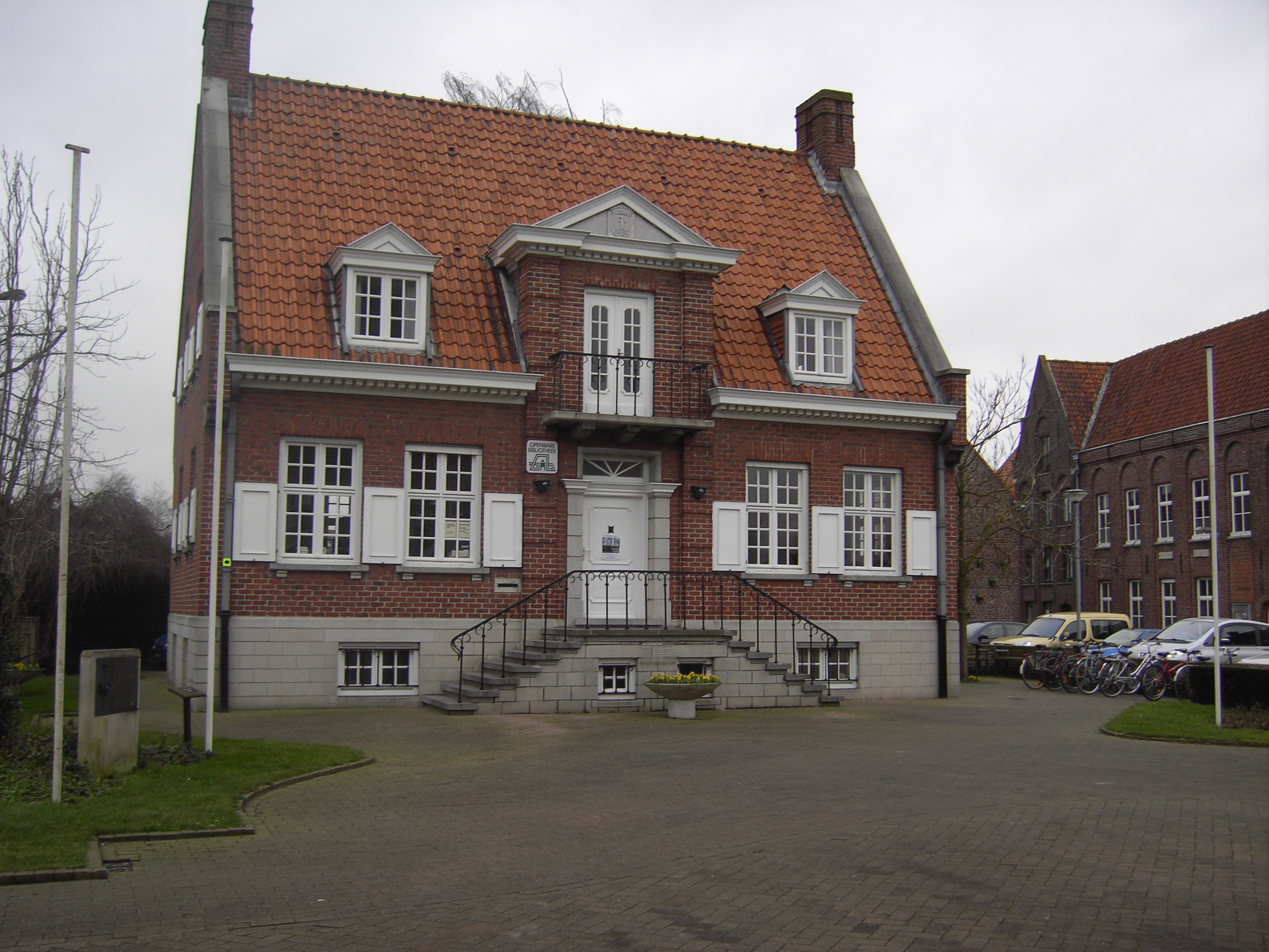
Kanegem, Rathaus des Stadtteils

## Städtepartnerschaften
Tielt ist in einer Ringpartnerschaft mit den Städten
- Groß-Gerau in Hessen in Deutschland seit 1959,
- Brignoles in der Provence in Frankreich seit 1959,
- Bruneck in Südtirol in Italien seit 1959 und
- Szamotuły in der Woiwodschaft Wielkopolskie in Polen seit 1997 verbunden.

## Söhne und Töchter der Stadt
- Charles-Ferdinand Ceramano (1831–1909), Landschafts- und Tiermaler sowie Illustrator der Barbizon-Schule
- Benjamin Christiaens (1844–1931), römisch-katholischer China-Missionar und Ordensgeistlicher
- Aloys van de Vijvere (1871–1961), Premierminister
- Gaston Colle (1881–1946), Philosoph und Philosophiehistoriker
- Albéric Schotte (1919–2004), Radrennfahrer
- Godfried Danneels (1933–2019), römisch-katholischer Erzbischof von Mecheln-Brüssel und Kardinal der katholischen Kirche
- Gianni Meersman (* 1985), Radrennfahrer
- Heleen Jaques (* 1988), Fußballspielerin
- Enzo Ide (* 1991), Autorennfahrer
- Tessa Wullaert (* 1993), Fußballspielerin
- Warre Vangheluwe (* 2001), Radrennfahrer